# Lututów
Lututów is een dorp in het Poolse woiwodschap Łódź, in het district Wieruszowski. De plaats maakt deel uit van de gemeente Lututów en telt 1 432 inwoners.